# Shintarō Shimizu
Shintarō Shimizu (清水 慎太郎, Shimizu Shintarō) est un footballeur japonais né le 23 août 1992.